# CStar
CStar é um canal de televisão generalista francês, propriedade do Canal+ Groupe. O canal pode ser visto através do TDT.
De acordo com a decisão do Canal+ Groupe, o nome do canal foi alterado em 5 de setembro de 2016, do D17 para o do CStar.

## História

### D17 (outubro de 2012 a setembro de 2016)
Em 5 de setembro de 2011, o Canal+ Groupe anunciou sua intenção de adquirir 60% do grupo Bolloré (com uma opção de compra de 100% em três anos), o que o tornaria o novo proprietário da Direct 8 e da Direct Star. Esta transação deve ser validada pela Autoridade da Concorrência para ser finalizada. Por ocasião do anúncio da aquisição, Bertrand Meheut anunciou em entrevista ao jornal Les Echos, a evolução que iria ocorrer na programação dos dois canais "gradualmente de acordo com sua atual linha editorial e a do grupo Canal+".
Em janeiro de 2012, Ara Aprikian foi nomeado para liderar os novos canais gratuitos do Canal + Groupe, em particular responsável pela transformação e integração da Direct Star com o estilo e linha editorial do Canal +. Ele propôs ao Conselho Superior do Audiovisual da França (CSA) uma redução futura de 25% no tempo de transmissão reservado para programas musicais no canal, uma redução do tempo de transmissão atualmente reservado para a música. Em março de 2012, o Canal + apresentou suas propostas em termos de direitos de filmagem, eventos esportivos e publicidade para a Autoridade da Concorrência, para que autorizasse a recompra.
Em 23 de julho de 2012, a Autoridade da Concorrência aceitou a aquisição da Direct 8 e da Direct Star, em condições, pelo grupo Canal + e o Conselho Superior do Audiovisual (CSA) validou a operação em 18 de setembro de 2012.
O Canal + Group decide renomear a cadeia para D17. A mudança ocorre no domingo, 7 de outubro de 2012 às 20:45, após o lançamento de Dragon Ball Z.
Em 23 de dezembro de 2013, o Conseil d'etat cancelou a autorização de recompra da Direct 8 e da Direct Star pelo Canal + após a denúncia dos grupos Groupe TF1 e Groupe M6. No entanto, esta decisão, que é baseada em um defeito formal e considerando esta reabertura como "parcialmente ilegal", não cancela a transação. Canal + tem então um período de seis meses para corrigir esses erros e apresentar seu caso ao Conselho Superior do Audiovisual da França (CSA).
Em junho de 2015, o canal começou a transmitir em alta definição.

### CStar (desde setembro de 2016)
Em setembro de 2015, o Presidente do Conselho de Administração do Canal + Groupe, Vincent Bolloré, anunciou que os canais gratuitos D17, D8 e I-Télé serão renomeados em breve para se tornarem CStar, C8 e CNews para os identificar com o Canal +. A mudança de identidade finalmente ocorreu em 5 de setembro de 2016.

## Programação
CStar é composto essencialmente por programas de música, pois preserva o formato musical imposto pelo Conselho Superior do Audiovisual (CSA). Também transmite documentários, concertos, séries e animes japoneses.. O acordo foi assinado oficialmente entre os dois grupos em dezembro de 2011.